# Jakob Riedinger

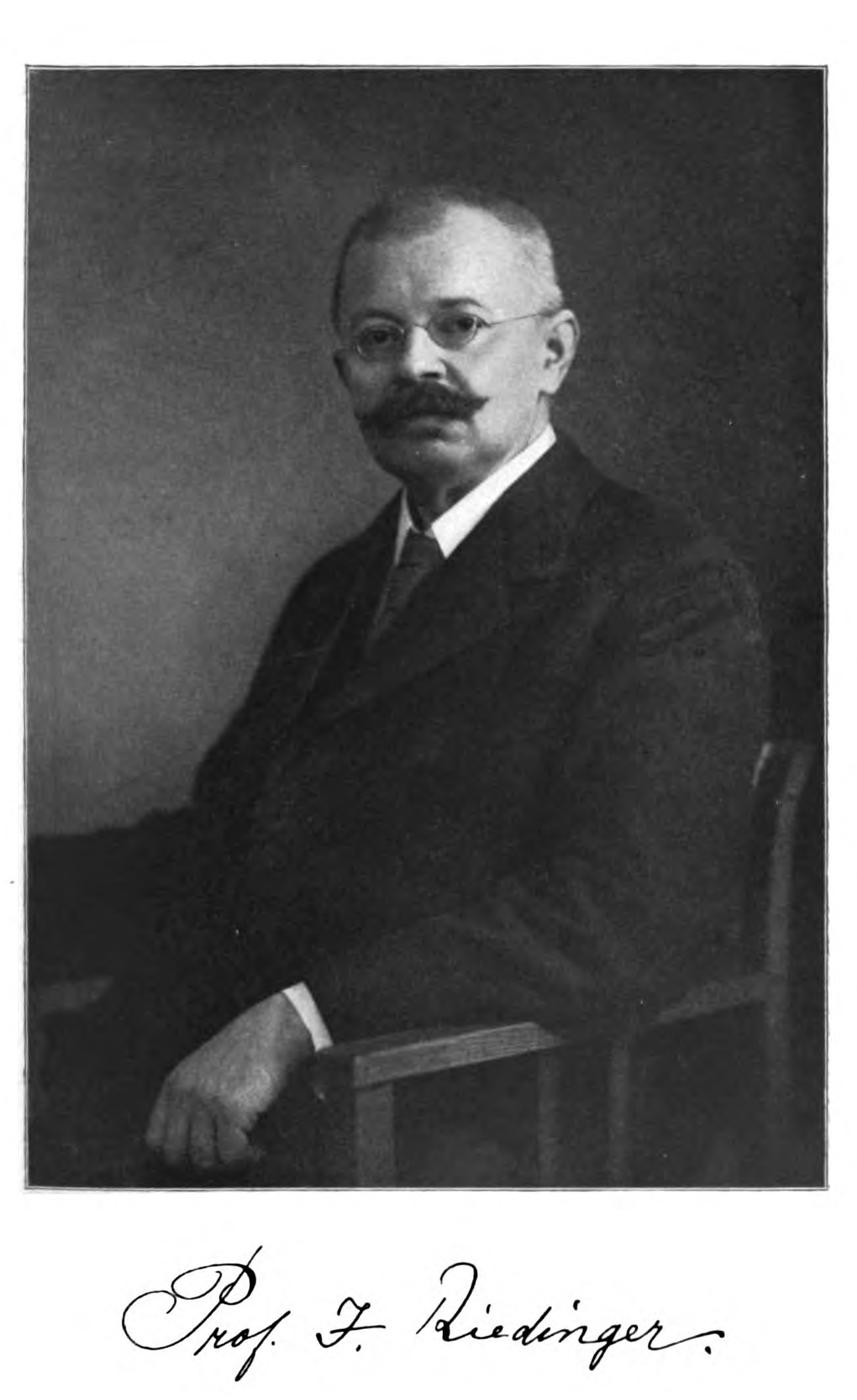
Der Vorkämpfer der Versehrten- und Kriegsinvalidenfürsorge Jakob Riedinger

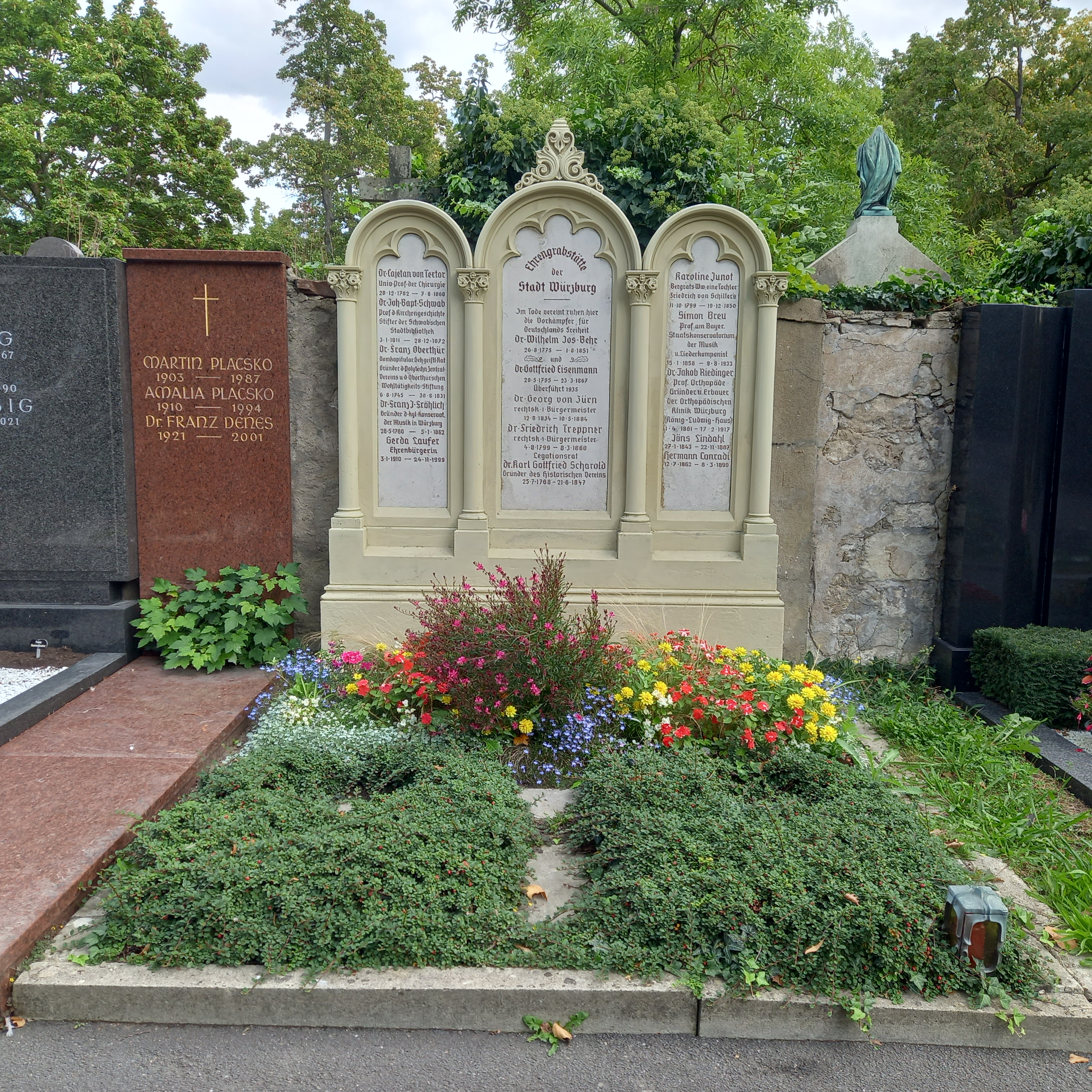
Das Grab des deutschen Arztes Jakob Riedinger in der Ehrengrabstätte der Stadt Würzburg auf dem Hauptfriedhof Würzburg. Hier wird seiner als Professor der Orthopädie [sowie] Gründer und Erbauer der Orthopädischen Klinik Würzburg gedacht.

Jakob Riedinger (* 1. April 1861 in Schwanheim in der Pfalz; † 17. Februar 1917 in Würzburg) war ein Orthopäde und Professor für Orthopädie und Mechanotherapie an der Universität Würzburg. In Unterfranken blieb er für seine Verdienste in der Kriegs- und anderen Invaliden-Fürsorge bekannt und wurde mit der Verleihung seines Namens an ein Wohn- und Wohnpflegeheim für Menschen mit körperlicher Behinderung – Jakob-Riedinger-Haus Würzburg – geehrt. Zu Lebzeiten bekannt war er für seine Arbeiten zur Skoliose und für sein in mehreren Auflagen erschienenes Lehrbuch zur Chirurgie der Wirbelsäule  (Erstauflage Verlag Gustav Fischer, Jena 1910).

## Leben
Jakob Riedinger wurde am 1. April 1861 zu Schwanheim in der Pfalz geboren. Er studierte Medizin in München, Marburg und Erlangen und begann seine ärztliche Laufbahn als Assistenzarzt unter seinem Bruders, dem Chirurgen Ferdinand Riedinger, an der Chirurgischen Klinik des Juliusspitals in Würzburg. Dort war er von 1887 bis 1890 tätig. Im Jahre 1891 wurde er leitender Arzt des Medico-mechanischen Instituts in der Strohgasse 11 (heute Heinestraße) ebenfalls in Würzburg. Dem Medico-mechanischen Instituts war eine Badeanstalt mit Namen Wirsing'schen Badeanstalt angeschlossen. 1892 erwarb er sowohl das Institut als auch die Badeanstalt. Ebenfalls 1891 errichtete Riedinger eine Privatklinik für Orthopädie in der Erthalstraße in Würzburg mit dem Namen Heimstätte für Unfallverletzte und chirurgisch-orthopädische Heilanstalt.
1901 habilitierte er sich mit einer Arbeit zur Skoliose für Orthopädie an der Universität Würzburg und wurde zum 19. August 1901 Privatdozent für Orthopädie und Mechano-Therapie. Es dauerte jedoch bis 1908, dass er von der Universität Würzburg zum außerordentlichen Professor für Orthopädie berufen wurde. Die Gründe für die außergewöhnlich langen 7 Jahre zwischen Privatdozentur und außerordentlicher Professor sind nicht bekannt.
1913 wurde an der Würzburger Universität die Orthopädie erstmals mit einem eigenen Lehrstuhl bedacht und Riedinger zum ersten ordentlichen Professor für Orthopädie an der Universität Würzburg berufen. Bei dieser Berufung durch den bayerischen Staat spielten sein Engagement um die Etablierung der Orthopädie und seine Verdienste um die Versorgung von Menschen mit körperlichen Behinderungen in Unterfranken eine entscheidende Rolle.
Riedinger hatte sich seit 1891 aktiv für die Etablierung der Orthopädie einerseits sowie für die adäquate Versorgung von Menschen mit nicht heilbaren körperlichen Behinderungen, damals sogenannter Krüppel, engagiert. So gehörte er im Jahre 1902 zu den Mitbegründern der Deutschen Gesellschaft für Orthopädie. Er trat auch mit mehreren Artikeln zu unterschiedlichen Themen der Orthopädie in den gängigen Fachzeitschriften seiner Zeit hervor und gehörte 1903 zu den Mitbegründern des »Archivs für Orthopädie, Mechanotherapie und Unfallchirurgie«. Riedinger war auch an führenden Lehr- und Handbüchern der Zeit zur Orthopädie beteiligt, so dem Lehrbuch der Chirurgie : bearb. von Klapp [et al.] Hrsg. von Ludwig Wullstein und Max Wilms. (Jena : Fischer 1908-09), zu dem er das Kapitel Chirurgie der Wirbelsäule (Band 1, S. 526–578) beitrug oder der ersten und zweiten Auflage des Lehrbuches für Orthopädie von Fritz Lange, zu dem er das Kapitel Mißbildungen, Wachstumsstörungen und Erweichungszustände der Knochen (1. Auflage 1914, S. 90–165), 2. Auflage 1922, S. 59–94 (zusammen mit Privatdozent Dr. F. Schede). Riedinger war auch Autor in dem Monumentalwerk Deutsche Chirurgie sowie für Therapeutische Technik für die ärztliche Praxis : Ein Handbuch für Ärzte und Studierende von Julius Schwalbe und übernahm in dem von diesem herausgegebenen Jahrbuch der praktischen Medizin : kritischer Jahresbericht für die Fortbildung der praktischen Ärzte ab dem Jahrgang 32.1910 die Berichterstattung über Neuerscheinungen auf dem Gebiet der Orthopädie und Mechanotherapie.
Andererseits war er maßgeblich beteiligt an der Gründung des »Unterfränkischen Vereins für Krüppelfürsorge« im Jahre 1910. Dieser Fürsorgeverein sollte 1914 seine Privatklinik als Krüppelheim übernehmen. Speziell für die Kriegsversehrten begründete er Riedinger besondere Werkstätten, wie die heute regelmäßig zur Versorgung dienenden Werkstätten für behinderte Menschen.
Die Morphologie und die Behandlung der Skoliose und andere Erkrankungen der Wirbelsäule bildeten bereits seit seiner Habilitationsschrift einen zentralen Schaffensschwerpunkt Riedingers. Auch mit Fragen der Unfallchirurgie oder des Wachstums der Knochen beschäftigte er sich. Bezüglich der Behandlung setzte er sich vor allem auch mit technischen Problemen wie dem »Redressement der Deformitäten« bzw. einer zweckdienlichen und möglichst wenig auffallenden prothetischen Versorgung bei dysfunktionalen oder fehlenden Gliedmaßen auseinander. Sein speziell auf die Chirurgie der Wirbelsäule fokussierendes Lehrbuch der Chirurgie erlebte mehrere Auflagen. Es erschien erstmals 1910 im Verlag von Gustav Fischer.
Neben diesen umfangreichen wissenschaftlichen Arbeiten widmete sich Riedinger vor allem seiner praktischen Tätigkeit als Arzt. Seinem großen ärztlichen Können und mindestens genauso seiner dem Patienten zugewandten Art der Fürsorge war es zu verdanken, dass der 1910 maßgeblich von ihm mit begründete Unterfränkische Verein für Krüppelfürsorge innerhalb kürzester Zeit erhebliche private Spenden einsammeln konnte, um 1916 die große Versorgungsklinik für Menschen mit orthopädischen Handicaps weitestgehend aus eigener Kraft zu finanzieren.

## Von der Privatklinik für Orthopädie zur Betreuungseinrichtung für Menschen mit körperlicher Behinderung – das Jakob-Riedinger-Haus in Würzburg
Während des Ersten Weltkrieges stellte Riedinger sich und seine Klinik für die Versorgung von Kriegsinvaliden zur Verfügung und errichtete die ersten Werkstätten für Kriegsverletzte in Deutschland. Außerdem wurde er zum fachärztlichen Beirat für Orthopädie beim II. Bayerischen Armeekorps ernannt.
Indes erwies sich Riedingers Privatklinik in der Erthelstraße sehr schnell als nicht ausreichend für die große Anzahl zu versorgender Invaliden. Deshalb beschloss der Unterfränkische Verein für Krüppelfürsorge im Januar 1915 den Neubau einer orthopädischen Klinik. Für diesen Zweck wurde ein Grundstück an der Brettreichstraße in Würzburg gekauft und bereits am 15. September 1915 erfolgte der erste Spatenstrich. Bereits Mitte 1916 konnte die Klinik, die entsprechend den damaligen Gepflogenheiten einen Ehrennamen aus dem regierenden Herrscherhaus erhielt, als König-Ludwig-Haus ihrem Zweck übergeben werden.
Nur ein halbes Jahr nach Eröffnung des König-Ludwig-Hauses starb Jakob Riedinger. Ihm folgte Hans Ritter von Baeyer, der jedoch schon zwei Jahre später einen Ruf nach Heidelberg erhielt und dort die Orthopädische Klinik in Schlierbach gründete. Von Baeyers Nachfolger waren bis 1935 Konrad Port und bis 1945 Fritz Schmidt.
Von seinem Grundriss und seiner inneren Einrichtung her war das König-Ludwig-Haus der Orthopädischen Klinik der Universität München, seinem Vorbild, sehr ähnlich. Auf einer schönen Anhöhe erbaut bot es Platz für 150 Patienten. Auch wenn der Bau die Lebensarbeit seines Schöpfers verkörpert, konnte er selbst die Ausgestaltung des Betriebes der Klinik nicht mehr begleiten.

## Ehrung durch die Stadt Würzburg und in der Region Unterfranken
Der Name Jakob Riedingers lebt heute nicht nur im Namen des Jakob-Riedinger-Hauses in Würzburg weiter. Seinen Namen trägt auch eine Straße in Würzburg – die Jakob-Riedinger-Straße.
Jakob Riedinger hat auch einen Platz im Ehrengrab der Stadt Würzburg auf dem Hauptfriedhof Würzburg. Hier wird seiner als Professor der Orthopädie [sowie] Gründer und Erbauer der Orthopädischen Klinik Würzburg gedacht.